# Jaroslav Paška
Jaroslav Paška (* 20. Juni 1954 in Banská Štiavnica; † 15. Juli 2021) war ein slowakischer Politiker und Mitglied des Europäischen Parlaments (2009 – 2014) und der slowakischen Národná rada (2016 – 2020) für die Slowakische Nationalpartei sowie deren Vizepräsident seit 1999. Er war im Europäischen Parlament Mitglied der Fraktion Europa der Freiheit und der Demokratie. Jaroslav Paška war Architekt von Beruf, er beherrschte Französisch und Russisch. Paška war mit Juliana Pašková verheiratet. Aus der Ehe gingen zwei Kinder hervor.
Er war der erste und bislang einzige von der SNS ins Europäische Parlament entsandte Abgeordnete.

## Politische Tätigkeit
Von November 1993 bis März 1994 war Jaroslav Paška Bildungsminister in Vladimír Mečiars zweiter Regierung. Daraufhin wurde er 1994 als Abgeordneter gewählt und blieb im Parlament (Národná rada) bis 2009, als er ins Europaparlament einzog.
Als ein überzeugter Gegner der Istanbul-Konvention hat Jaroslav Paška das Justizministerium aufgerufen, dem Gerichtshof der EU die ausdrückliche Absage der Slowakei (auf die Frage, ob die EU als ganzes der Konvention beitreten dürfe) infolge der vom slowakischen Parlament beschlossenen Ablehnung der Konvention mitzuteilen. Paška hat seine Besorgtheit über die Gefahr ausgedrückt, die das Nichtstun herbeiführen könnte, nämlich das Beitreten der gesamten EU zum Abkommen und die dadurch aufgezwungene Durchsetzung dieser Konvention in der Slowakei.